# Denver, den sista dinosaurien
Denver, den sista dinosaurien (engelska: Denver, the Last Dinosaur) är en amerikansk-fransk animerad TV-serie från 1988. En ny version av serien gjordes 2018.

## Hemvideo
Hela serien släpptes på DVD i region 1 den 16 september 2014.

## Handling
Fyra tonårspojkar (Jeremy, Mario, Shades och Wally) hittar ett stort dinosaurieägg på en byggarbetsplats. Det kläcks och ut kommer en grön dinosaurie som de sedan kallar för Denver. Med honom får de vara med om mycket. Bland annat kan de åka bakåt i tiden till kritaperioden via en bit från Denvers äggskal.

## Röster
Videobolaget stod för den svenska dubbningen 1992. Bland rösterna medverkade bl.a:
- Denver - Sture Ström
- Jeremy - Staffan Hallerstam
- Wally - Mårten Toverud
- Mario - Olav F Andersen
- Shades - Steve Kratz, Fredrik Dolk
- Casey - Louise Raeder
- Heather  - Louise Raeder
- Morton Fizzback - Sture Ström
- Doktor Funt - Olav F Andersen

## Övrigt
Serien blev en succé och blev väl mottagen av både kritiker och av barnens föräldrar, varken våldsam eller läskig. Mycket om dinosaurier gick vid den här tiden hem hos barnen. Serien sändes dock bara i två säsonger, innan den lades ner. Serien har visats på Kanal 5 i samband med Bennys badrum.

### Fotnoter
1. 1 2  Barnes, Mike. "'Voltron' producer Peter Keefe dies" Arkiverad 1 juni 2010 hämtat från the Wayback Machine., The Hollywood Reporter, May 28, 2010. Accessed August 26, 2010.
2. ↑  "Décès – Le producteur Bruno-René HUCHEZ nous a quitté" Arkiverad 18 juni 2018 hämtat från the Wayback Machine., MangaMag, September 24, 2016. Retrieved on August 5, 2017.
3. ↑  ”Denver, the Last Dinosaur - The Complete Series” (på engelska). TV Shows on DVD. 16 september 2014. Arkiverad från originalet den 20 september 2016. https://web.archive.org/web/20160920140944/http://www.tvshowsondvd.com/releases/Denver-Dinosaur-Complete-Series/14580. Läst 27 augusti 2016.